# 空野青空
空野 青空（そらの あおぞら、1996年10月16日 - ）は、日本の女性アイドルである。元でんぱ組.inc、ARCANA PROJECTのメンバー。ニックネームは「あおにゃん」。ARCANA PROJECT加入以前からソロアイドルとして北陸、東京、名古屋を中心に全国的に活動を展開している。単独戦闘型時代のキャッチフレーズは「北陸の“蒼い彗星”あおにゃんこと空野青空」「オタクという名の戦士たちに愛と癒しを届けるため、今日も一日ぼんぼります」。ユニットとしては「右手♪♪左手♪♪＼にゃんこの手／次元を超えて恋する夢女子♥でんぱ組の蒼い彗星あおにゃんこと空野青空」。

## 人物
趣味は、ひきこもること、お昼寝、ネットショッピング、『機動戦士ガンダム 戦場の絆』、ガンプラ作り、インテリア。
『新世紀エヴァンゲリオン』「機動戦士ガンダムシリーズ」と『名探偵コナン』の大ファン。毎年3月9日（ザクの日）に、ひとりきりでザク祭りを開催するほどザクII改が好き。推し使徒はラミエル。
アーケードゲーム『機動戦士ガンダム 戦場の絆』では独自の小隊「青猫特務部隊」を作るほど打ち込んでおり、2017年12月には『絆体感TV 機動戦士ガンダム 第07板倉小隊 逆襲の板倉小隊』（テレビ東京）に出撃を果たし、2018年4月からは『ガンダムワールド2018in高岡』公式の宣伝レポーターに就任。2018年8月からはAppBank小隊として、AppBankと『機動戦士ガンダム 戦場の絆』との定期コラボ企画に参画。
階級は中佐、愛機はザクII改。
アニメおよび百合作品が好きで『月刊 アニ愛でるTV!』（Kawaiian TV（現BSよしもと））等のトークイベントではその熱狂振りを垣間見ることができる。
鳥類とりわけインコ類が好きと公言しており、2019年10月よりオカメインコの飼育を開始して念願を果たす。インコの保護カフェ経営が最終的な野望とのこと。インコネームは"おまめちゃん"、インコ年齢3歳を自称（2021.10.16時点）。その後里親として迎えたケースを含めて6羽を飼育中(2025.3.2時点)
アイドル活動と並行してコスプレイヤーとして、コミックマーケットへのサークル参加を2019年夏より開始している。
ソロアイドル活動の傍ら、2020年1月よりボーカルユニットARCANA PROJECTに加入。2021年2月にはでんぱ組.incにも加入。両グループを兼任している。

## 経歴

### 生い立ち
空野青空は1996年10月16日に生まれた。出身地は、サイド3あるいは富山県とされている。小さい頃からアニメやアイドルという文化が身近にある環境で暮らしていた。中学校時代はアニメオタクではあったものの、ハツラツとした性格で、新体操部の部長や学級委員も務めたが、高校入学後環境の変化や自分はこうじゃなくっちゃいけないというプレッシャーなどにより引きこもりがちになり、高校を中退することとなった。
その後、精神科に通おうと決心し電話をかけたところ予約はいらないですよと言われたことで気持ちが軽くなり、結局精神科に行くことなく、カレー屋でのアルバイトにおける良好な人間関係の中で精神状態を回復させることができたと振り返っている。その中で、アニソンやアニメに関わるお仕事がしたいと思うようになり、アイドルとしてのデビューへと繋がっていった

### デビュー後

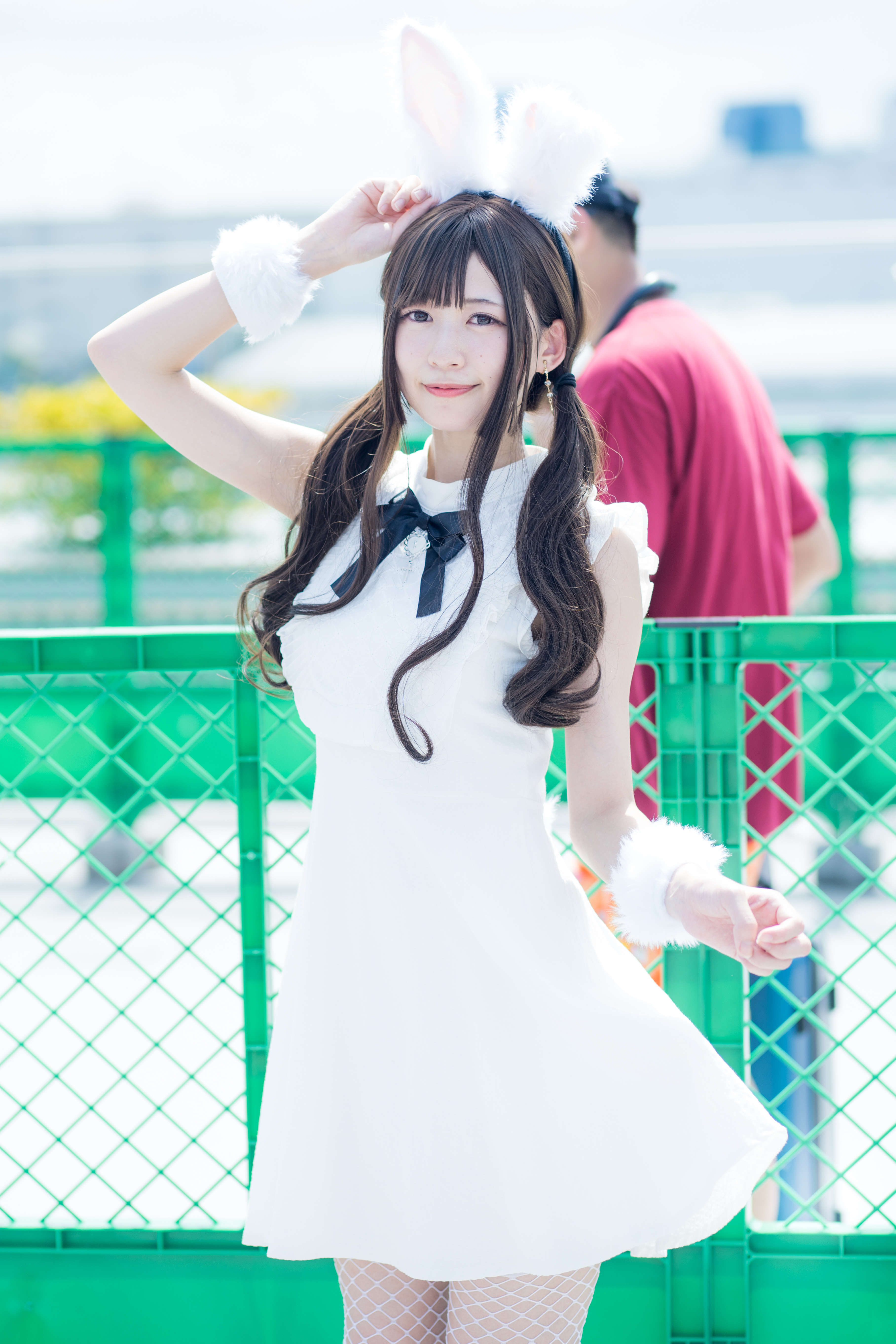
2019年撮影、コスプレイヤーとしての空野

2013年
7月、富山県のご当地アイドル「ビエノロッシ」2期生オーディションに合格。アイドルとしてデビューを果たす。
10月、芸能事務所「41promotion」と所属契約を発表。
2014年
1月、「ビエノロッシ」の分裂騒動等により事務所社長のアイドルに対する方針・方向性の不合や環境の変化から、同年春頃、自主的に脱退を決意表明するも契約上の問題等で即座には受け入れられず、2014年8月6日に脱退・契約解除を発表。
3月、富山県高岡市観光大使「あみたん娘」カノン役 公式コスプレイヤー2014年度グランプリ受賞。
10月、石川県のご当地アイドル「おやゆびプリンセス」のプロデューサーから誘いを受け、「北陸アイドルフェスティバル2.5」にソロ出演。アイドルとしての再スタートをきった。
11月、「あみたん娘 The First ‐TAKAOKA きときと SONGS‐」に歌手として参加。また、声優としてボイスドラマにも挑戦した。
12月、「おやゆびプリンセス」のアナザーストーリーとして展開されていた派生ユニット「nIo（new-idol-oder）」にAozora.Dとして加入。
2015年
4月、「nIo（new-idol-oder）」と日本のヘヴィメタルバンド「GENOCIDE（ジェノサイド）」が融合し「nIo-Destroy」が誕生。初ライブを成し遂げる。
4月、同年5月発売の「おやゆびプリンセス」初のメジャーシングル「IDOL HEART」のリリースイベントより特務メンバー（非常勤メンバー）として参加。
7月、北陸アイドルプロジェクトに賛同、加盟することを発表。
8月26日、「nIo-Destroy」初のメジャーシングル「DOOMSDAY」をリリース。Aozora.Dとしてメジャーデビューを果たす。
11月、東京都秋葉原で行われたガンプラEXPOワールドツアージャパンで、ガンプラバトルプロジェクトtype絆決勝大会に出撃。独自でカスタマイズし、作り上げたガンプラ「お菓子の国の王子様☆べあっがいさん」と共に戦い、準優勝を獲得。
11月、「新しい時代にふさわしいまだ見たことのない女の子」を探す、講談社主催のプロジェクト「ミスiD2016」でファイナリストに残りやついいちろう賞を受賞。
2016年
1月、北陸朝日放送(HAB)のデータ通信広報『HAB5chポイントキャンペーン』ユニット"d-push"初期メンバーに就任。相方は恩田琴江アナウンサー
4月、Japan Expoメインステージへの出演権をかけたライブ「Tokyo Candoll」に参戦。準決勝まで進出。
7月、「この夏、一番輝くアイドルを週刊プレイボーイとTIFで決める！」週刊プレイボーイ×TOKYO IDOL FESTIVAL2016「ナツ☆イチッ！オーディション」ファイナリスト候補に選出されたことを発表。約300人のアイドルが応募した当オーディションは、ファイナリスト候補が12人にまで絞られ、唯一のソロアイドルとして注目を集めていた。
7月、ディスクユニオンより空野青空1stシングルとなる「キラキラアオゾラ」を2016年9月7日にリリースすることを発表。
7月、空野青空20歳の生誕＆ソロ活動2周年を記念したライブイベント『空野青空 2nd Anniversary♡Live #にゃんにゃんフェスティバル2016』の開催を発表。
7月、週刊プレイボーイ×TOKYO IDOL FESTIVAL2016「ナツ☆イチッ！オーディション」ファイナリスト6名に選出されたことが発表される。それと同時にTOKYO IDOL FESTIVALへのソロ出演が決定。
10月、水瀬いのりを輩出したソニーミュージックアーティスツ(SMA)主催アニストテレス VOL.5にて、応募者過去最多となる約6700名の中からファイナリストに選出され、ファイナルステージに進出。
10月、空野青空20歳の生誕＆ソロ活動2周年を記念したライブイベント『空野青空 2nd Anniversary♡Live #にゃんにゃんフェスティバル2016』を開催。
12月、空野青空2ndシングルとなる「ちょ、ちょちょ、ちょ、ちょーこれいと!!」を2017年2月15日にリリースすることを発表。
2017年
2月、空野青空2ndシングル『ちょ、ちょちょ、ちょ、ちょーこれいと！！』をリリース。オリコンウィークリーチャートインディーズ部門で19位を獲得した。
5月、ザ・にゃんとかにゃるずとしての1stアルバム『ザ・にゃんとかにゃるず地球上でCDデビュー』をリリース。
5月、ヨコハマカワイイパークに寺嶋由芙と共に出演。
5月、TOKYO IDOL FESTIVAL2017全国選抜LIVE、北陸ブロックにて優勝。
7月、空野青空3rdシングルとなる「3xザ・ライド」を2017年9月13日にリリースすることを発表。
8月、TOKYO IDOL FESTIVAL2017にソロとして初出演。藤咲彩音との共演を果たす。
9月、空野青空3rdシングルとなる「3xザ・ライド」を2017年9月13日にリリース。
10月、幕張メッセで開催された『東京アイドル大運動会2017 ～ただの運動会じゃないもん!～』に、ソロ選抜Aチーム(上野優華＋里咲りさ＋空野青空＋髙橋麻里＋寺嶋由芙)の一員として参加。
12月、テレビ東京『機動戦士ガンダム 戦場の絆 第07板倉小隊』に出演。番組内で「3xザ・ライド」を披露。
2018年
1月、空野青空1stアルバム『Beginning』をリリース。オリコンウィークリーチャートインディーズ部門で19位を獲得した。
2月、空野青空1stアルバム発売記念トークイベント『#めぐりあいそらのヲタトークショー』を開催。北陸発のアイドルが冠トークショーを都内で開催した、最初の事例となる。
2月、初の主催ライブ『空野青空1st album-Beginning-リリース記念パーティー #めぐりあいそらのリリパ 』を開催。
3月、空野青空1stアルバム『Beginning』表題曲『Level4』が、台湾発リズムゲーム『Cytus II』に採用。
3月、TIF2018第一弾出演者に決定される。
4月-5月、『ガンダムワールド2018in高岡』宣伝レポーターに就任。
5月、配信専用シングル「夏の魔法」を5月5日にリリース。
6月、4thシングル「WAになって、ベリチョコステップ！」を6月20日にリリース。
7月、 1st Photo ZINE「SORANO AOZORA #01」をライブコマースにより発売。
8月、TIF2018に出場。「しゃべれる女王」決定戦にノミネート。
9月、ソロ活動4周年を記念する「空野青空 4th Anniversary Live!! ～SORANO REV:4 TOKYO～」を東京で開催。同日5thシングルのリリースが発表される。本年より周年と生誕を二元開催となっている
9月、ニッポン放送『ミュ〜コミ+プラス』ゲスト出演。
11月、月例の冠番組『青空喫茶ふ～あ～ゆ～』配信開始。
11月、生誕記念イベント「にゃんにゃんフェスティバル2018」を北陸で開催。
12月、ラジオ関西『angelaのsparking!talking!show!』ゲスト出撃。
12月、配信限定シングル『Melty Snow』を12月25日にリリース。
2019年
1月、『NewYear Premium Party 2019×.yell plus』スペシャルコラボライブ出撃。
2月、5thシングル『My name is IDOL』を2月20日リリース。
2月、『あおにゃんちゃんねる』を開設し、YouTuber活動を開始。
2月、『茨城 ARE YOU READY?』出撃。
3月、東武動物公園『GNARLY FEST 2019 supported by Sofmap』出撃。
5月、初となるワンマンライブ『空野青空 5th singleレコ発one-man live〜PERFECTIBILITY〜』を開催。終演後に6thシングルのリリースが告知される。
6月、『月刊 アニ愛でるTV!』に初参加。以降はレギュラーメンバーとして参加している。
7月、6thシングル『超速 / Gorilla』を自身初となる両A面にて、7月10日リリース。『Gorilla』は台湾発音楽ゲーム「Lanota」へ収録されている。
8月、コミックマーケット96にサークル『あおにゃんはじめました』として初参加。自身の二次創作をテーマに写真集をはじめとする多数のグッズを頒布。
9月、二度目となるワンマンライブ『空野青空 6th single「超速 / Gorilla」レコ発フリーワンマンライブ～超ゴリゴリ無銭ワンマン～』を開催。6thシングルのレコ発記念として開催された。
9月、周年イベント「空野青空 5th Anniversary Live!! アオネコ学園祭」を北陸で開催。
10月、生誕記念イベント「にゃんにゃんフェスティバル2019」を東京で開催。新衣装「BLUE DESTINY」を初公開
10月、配信限定シングル「送信不能エモーション」リリース
11月、所属事務所が法人化
11月、主催ライブにおいて、来年1月より ディアステージ にも所属することが発表される
12月、ディアステージとランティスによる女性シンガーユニットARCANA PROJECTへの参加が発表される
2020年
1月、ARCANA PROJECTお披露目ワンマン開催、寺嶋由芙とのツーマンライブが実現
3月、DS☆ゲーム部に加入。eQリーグへの挑戦を開始
4月、オフィシャルファンコミュニティ「#にゃんこみゅ」発足
5月、池袋のライブハウスが配信ライブに参入。杮落とし公演として『Space emo池袋 presents!! 空野青空バーチャルライブ #あおにゃんとコケラー落とし 』を開催
5月、所属事務所による服飾ブランド「Alicein」の第一弾コラボラインナップに登場、崎乃奏音・寺嶋由芙とのスリーマンによる主催無観客ライブ&インターネット特典会「空野青空Presents!! 2次元ザ・ライブ vol.1 #ぞらそとっふぃ～」を開催。
6月、富山新聞社等による実行委員会主催「まっとっちゃ高岡！魅力発見スタンプラリー」のキャンペーンガールに就任することが発表される
7月、沖縄遠征「THIS is OUR HOME in 沖縄」
9月、ARCANA PROJECT「カンパネラ響く空で」リリースイベント
9月、夏仕様のバトルスーツ「Mariner」ビジュアルイメージを公表
10月、生誕記念「空野青空生誕記念ワンマンライブ2020～月は出ているか？～」を東京青山で開催
10月、新バトルスーツ「PHENEX〜フェネクス〜」ビジュアルイメージを公表
2021年
2月、あつみファッション(氷見市)とのコラボアイテムを発表
2月16日、豊洲PITで開催されたでんぱ組.inc・成瀬瑛美の卒業ライブ「ウルトラ☆マキシマム☆ポジティブ☆ストーリー!! 〜バビュッといくよ未来にね☆〜」の２日目ででんぱ組.incに加入。ARCANA PROJECTと兼任となる。
7月より放送される闇芝居第9期のキャストに就任することが公表される
8月より高岡市中心市街地を巡る「まっとっちゃ高岡　まちなかラリー」のキャンペーンガールに就任
10月、生誕記念「空野青空Lv.UP記念ライブ〜#あおたん2021〜」を東京で開催

#### 2022年
3月、川崎市広報番組『LOVEかわさき』新プレゼンターに4月より就任する旨が発表される
3月、北陸朝日放送(HAB)のデータ通信広報『HAB5chポイントキャンペーン』からの卒業が発表される
5月、テレビ東京にて7月より放送開始のTVアニメ『KJファイル』テーマソングの歌唱を担当することが公表される
5月、エースコンバットシリーズの宣伝大使に就任
10月、生誕イベント「ふーんニッチじゃん」開催
12月、テレビ東京にて翌1月より放送開始のTVアニメ『KJファイル』続編テーマソングの歌唱を担当することが公表される

#### 2023年
1月、テレビ神奈川の新作ショートアニメ『みらいみらいばぁ』にキャストとして参加する旨が発表される
6月、初の個展『空野青空秘密のお部屋♡』を開催
7月、アイドル活動十周年を記念してライブイベント・店舗イベントを主催
9月、でんぱ組.incワンマンライブにおいて、2024年1月をもってARCANA PROJECT専任となることを発表
10月、生誕記念ワンマン「こいつぁ生まれながらのアイドルだぜぇ」および「あおにゃんお誕生日ぱぁちぃ♡～産まれましたtoday!!～」を開催

#### 2024年
1月13日、でんぱ組.incワンマンライブ「蒼い彗星、宇宙を駆ける 〜空野青空卒業公演〜」をもってグループを卒業。
6月、11周年記念企画として、個展「わんわんにゃんにゃんあげぽよ⤴⤴ハウスへようこそ」およびワンマンライブ「わんわん♡にゃんにゃん♡あげぽよ⤴⤴コンサート」を開催
6月29日、ARCANA PROJECTの卒業と事務所退社を発表。
7月7日、単独戦闘型としての新ビジュアル「イータカリーナ」を発表すると共に、新たなファンクラブ組成を発表。
7月、台湾遠征および東京・富山ワンマンツアー「改めまして、あおにゃです」の開催を発表
9月22日、配信シングル「ナツゾラノアオ」をリリース
9月29日、「ナツゾラノアオ」リリース記念の野外ワンマンライブを川崎市で開催。併せて誕生星スピカに因んだ新ビジュアル「メイデンアルファ」を発表。
11月 カリフォルニア開催のanime expo chibiに参加、生誕記念ワンマンライブ2024～遅ればせながらお誕生日ぱぁちぃ～を開催
12月 コミックマーケットC105にサークル参加、「イータカリーナtype.F」を同人誌として頒布

#### 2025年
1月1日、新曲"ODORE!!"をYouTubeにて公開。ロケ地は石岡市のいばらきフラワーパーク
1月7日、高岡市キャリア形成事業においてナレーションを担当
1月29日、新曲"Okurimono"をYouTubeにて公開。ロケ地は前作と同所
2月-3月、同人即売会をオマージュしたオリジナル企画「 #ニャーコミ ～蒼い彗星の創作戦線～」』を東京・富山にて開催
3月、新バトルスーツ「アストラル・ブーケ」公開。地元 #高岡市 にて初主催「#たかおかアイドルステーション with あみたん娘」を開催
4月、アメリカ遠征
6月、台湾遠征
6月、アニメ・エキスポ(アメリカ)参加
6-8月、富山・大阪・東京ツアー開催
7月、新曲「キミ宛のラブソングを！」をデジタルリリース。平野友里・北郷可恩との共作
7月、新ビジュアル「RX-78A」公開
8月、6thシングル「主人公宣言」リリース

## 作品

### シングル
| ＃ | タイトル                               | 発売日         | レーベル | 品番                 | 形態                 | 備考                                                                                        |
| -- | -------------------------------------- | -------------- | -------- | -------------------- | -------------------- | ------------------------------------------------------------------------------------------- |
| 1  | キラキラアオゾラ                       | 2016年9月5日   | doles U  | DOLU4                | 1形態                | 空野青空初となるCDリリース。バトルスーツ「プロトタイプ」                                    |
| 2  | ちょ、ちょちょ、ちょ、ちょーこれいと!! | 2017年2月15日  | toomidol | TMDL-0001／TMDL-0002 | TypeA／TypeB の2形態 | 電波ソングを標榜。バトルスーツ「ちょこめいど」および「グフカスタム」                        |
| 3  | 3xザ・ライド                           | 2017年9月13日  | toomidol | TMDL-0005            | 1形態                | ソロデビュー3周年と3枚目のシングルを記念して｢3｣に因んだ楽曲が誕生。バトルスーツ「赤い彗星」 |
| 4  | 夏の魔法                               | 2018年5月5日   | toomidol | (TMDL-0007に相当)    | 配信限定             | SpotifyやAmazon Music他のサブスクリプションにも対応                                         |
| 5  | WAになって、ベリチョコステップ！       | 2018年6月20日  | toomidol | TMDL-0008／TMDL-0009 | 初回盤／通常盤       | 4thシングル。オリコンチャートデイリー18位獲得。バトルスーツ「ジオング」                     |
| 6  | Melty Snow                             | 2018年12月25日 | toomidol | (TMDL-0010に相当)    | 配信限定             | SpotifyやAmazon Music他のサブスクリプションにも対応                                         |
| 7  | My name is IDOL                        | 2019年2月20日  | toomidol | TMDL-0011/ TMDL-0012 | TypeA/TypeBの2形態   | オリコンウィークリーチャートインディーズ部門で5位を獲得。バトルスーツ「PERFECTIBILITY」     |
| 8  | 超速 / Gorilla                         | 2019年7月 10日 | toomidol | TMDL-0013            | 1形態                | 自身初となる両A面シングル。バトルスーツ「STEIN-01」                                         |
| 9  | 送信不能エモーション                   | 2019年10月27日 | toomidol | (TMDL-0014に相当)    | 配信限定             | バトルスーツ「BLUE DESTINY」                                                                |
| 10 | ナツゾラノアオ                         | 2024年9月22日  | toomidol |                      | 配信限定             | ディアステージ退社後、5年ぶりのソロ楽曲。バトルスーツ「メイデンアルファ」、振付愛川こずえ   |
| 11 | ODORE!!                                | 2025年1月1日   | toomidol |                      |                      | YouTubeにてプレミア公開                                                                     |
| 12 | Okurimono                              | 2025年1月29日  | toomidol |                      |                      | YouTubeにてプレミア公開                                                                     |
| 13 | キミ宛のラブソングを！                 | 2025年7月7日   | toomidol |                      |                      | デジタルシングル                                                                            |
| 14 | 主人公宣言                             | 2025年8月27日  | toomidol |                      | 2形態                | バトルスーツ「RX-78A」                                                                      |

### アルバム
| ＃ | タイトル  | 発売日        | レーベル | 品番    | 形態  | 備考                 |
| -- | --------- | ------------- | -------- | ------- | ----- | -------------------- |
| 1  | Beginning | 2018年1月31日 | toomidol | TMDL-06 | 1形態 | バトルスーツ「RX-0」 |

### コンピレーション他
- あみたん娘 The First ‐TAKAOKA きときと SONGS‐（2014年11月28日、NATIMA）
- 除雪魂（2015年10月27日、エイフォース・エンターテイメント） - おやゆびプリンセス特務メンバーとして参加。
- ザ・にゃんとかにゃるず 地球上でCDデビュー（2017年5月3日、dolesU） - ｢Kit cat｣のイヴにゃん・ローランと首都圏限定ユニット｢ザ・にゃんとかにゃるず｣を結成。2018年3月22日をもってイヴにゃん卒業、小泉花恋が加入。
- 月刊 アニ愛でるTV!: アニ愛でるLIVEのメンバーとしてライブイベントに参加中
- ARCANA PROJECT[80]: ディアステージとランティスが共同でプロデュースを手掛ける、桜野羽咲、花宮ハナ、相田詩音、空野青空、佐々木麻衣、天野ひかるの6人組ボーカルユニット
- DS☆ゲーム部: ディアステージ所属ユニットで構成された、eQリーグ参加チーム
- DSPM人狼部: ディアステージおよびパーフェクトミュージック所属ユニットで構成された、人狼ゲーム同好会

### 映像作品
| # | タイトル                       | レーベル         | 品番      | 形態    | 備考 |
| - | ------------------------------ | ---------------- | --------- | ------- | ---- |
| 1 | にゃんにゃんフェスティバル2018 | SORA MAME SOUNDS | SMS-001   | DVD     |      |
| 2 | PERFECTIBILITY                 | toomidol         | TMDL-0015 | Blu-ray |      |
| 3 | アオネコ学園祭                 | SORA MAME SOUNDS | SMS-002   | DVD     |      |

## ライブ
| タイトル                                                                                      | 公演日               | 会場名 （全公演数）      | 備考 |
| --------------------------------------------------------------------------------------------- | -------------------- | ------------------------ | --- |
| 「空野青空 1st Anniversary♡Live 〜Bond of the battlefield〜」                                 | 2015年10月17日       | THE MAT'S （全1公演）    | ソロ活動1周年と生誕を記念した初の主催ライブ。                                                                                    |
| 「空野青空 トーク&ソング〜ポケットの中の曲想〜」                                              | 2015年12月25日       | LEVEL3 （全1公演）       | |
| 「空野青空 2nd Anniversary♡Live #にゃんにゃんフェスティバル2016」                             | 2016年10月16日       | THE MAT'S （全1公演）    | ソロ活動2周年と20歳の生誕を記念したライブ。                                                                                      |
| 「空野青空 3rd Anniversary♡Live #にゃんにゃんフェスティバル2017」                             | 2017年10月15日       | THE MAT'S （全1公演）    | ソロ活動3周年と生誕を記念した主催ライブ。                                                                                        |
| 『空野青空 4th Anniversary Live!! ～SORANO REV:4 TOKYO～』                                    | 2018年9月24日        | 大塚 Hearts+ （全1公演） | ソロ活動4周年を記念した主催ライブ。                                                                                              |
| 『空野青空 Lv.22 Birthday Live!! ～にゃんにゃんフェスティバル2018～』                         | 2018年11月11日       | THE MAT'S （全1公演）    | Lv.22を記念した生誕ライブ |
| 『空野青空 5th singleレコ発one-man live〜PERFECTIBILITY〜』                                   | 2019年5月25日        | 渋谷サイクロン           | 初となるワンマンライブ。後半はバンド「青い猫と白い熊」による演奏も披露された                                                     |
| 『空野青空 6th single「超速 / Gorilla」レコ発フリーワンマンライブ～超ゴリゴリ無銭ワンマン～』 | 2019年9月8日         | 新宿RUIDO K4             | 空野青空 6th single「超速 / Gorilla」レコ発を記念したワンマンライブ！「リリイベ動員555キャンペーン」達成のため《入場無料》で開催 |
| 『空野青空 5th Anniversary Live!! アオネコ学園祭』                                            | 2019年9月29日        | THE MAT'S                | ソロ活動5周年を記念したライブイベント。今年は＂学祭＂をテーマに開催                                                              |
| 『空野青空 Birthday Live ～にゃんにゃんフェスティバル2019～』                                 | 2019年10月20日       | CLUB CAMELOT             | 生誕を記念したライブイベント「にゃんにゃんフェスティバル」を初めて東京で開催                                                     |
| 「空野青空生誕記念ワンマンライブ2020～月は出ているか？～」                                    | 2020年10月18日       | 月見ル君想フ             | DS所属後初の生誕イベントを単独開催                                                                                               |
| 空野青空生誕イベント「空野青空Lv.UP記念ライブ〜 #あおたん2021 〜」                            | 2021年10月18日       | 代官山UNIT               | ゲストあり |
| 空野青空 Lv.UP記念ワンマンライブ「 #ふーんニッチじゃん 」                                     | 2022年10月23日       | GARRET udagawa           | . |
| #アオネコ超会議 vol.8 〜アイドル十年戦士記念のまき〜                                          | 2023年7月7日         | Spotify o-nest           | ゲストあり |
| 空野青空Lv.UP記念ワンマンライブ「こいつぁ生まれながらのアイドルだぜぇ」                       | 2023年10月9日        | 恵比寿CreAto             | |
| 11周年記念ワンマンライブ「わんわん♡にゃんにゃん♡あげぽよ⤴⤴コンサート」                        | 2024年6月29日        | 渋谷CLUB CRAWL           | 公演後、DS退社が発表される |
| ワンマンタクティクス「改めましてあおにゃんです」                                              | 2024年8月18日 同25日 | nagomix・Level3          | 東京・富山２公演 |
| 「ナツゾラノアオ」リリース記念フリーワンマンライブ「超熱狂」                                  | 2024年9月29日        | 中原平和公園野外音楽堂   | 自身初の野外フリーワンマンライブ                                                                                                 |
| 空野青空生誕記念ワンマンライブ2024～遅ればせながらお誕生日ぱぁちぃ～                          | 2024年11月16日       | 新宿IDOLSTAGE            | |
| 𝐑𝐞𝐦𝐞𝐦𝐛𝐞𝐫 ～にゃかにゃかぶちあげ大作戦〜                                                       | 2025年6月-8月        |                          | 東富阪ツアー |

### 主なライブ出演歴
- TOKYO IDOL FESTIVAL 2015（2015年8月1日、2日）-おやゆびプリンセス特務メンバーとして出演
- YATSUI FESTIVAL! 2016（2016年6月19日）
- TOKYO IDOL FESTIVAL 2016（2016年8月6日、7日）-ソロとおやゆびプリンセス特務メンバー両方で出演
- ヨコハマカワイイパーク2017（2017年5月5日）
- TOKYO IDOL FESTIVAL 2017（2017年8月5日、6日）
- 東京アイドル大運動会2017〜ただの運動会じゃないもん！〜（2017年10月9日）
- ヨコハマカワイイパーク2018（2018年5月5日）
- TOKYO IDOL FESTIVAL 2018（2018年8月4日、5日）
- ヨコハマカワイイパーク2019（2019年5月4日）
- アニ愛でるLIVE!リベンジ〜アニ愛でる学園軽音部"終わらない夏休みエモエモです！"の巻〜 (2019年8月27日)
- ミラクルアイドルフェスタ (2019年9月1日)
- 北陸アイドルフェスティバル (HIF2.5 2014年10月5日) (HIF3 2015年2月14・15日) (HIF4 2016年9月17日、18日、19日) (HIF5 2017年9月16日、17日、18日) (HIF6 2018年9月15日、16日、17日) (HIF7 2019年9月15日、16日)

## 出演

### テレビ番組

#### 過去の出演歴
- 機動戦士ガンダム戦場の絆 第07板倉小隊〜逆襲の板倉小隊〜（2017年12月、テレビ東京）
- 会議室の女（2015年-2017年、北陸朝日放送）アシスタント
- J POPular Foods JAPAN SEA（2016年11月、MRTV-4）
- お宝発見！マンガ倉庫買取り情報（2016年3月、チューリップテレビ）
- ハンディやしきの新生活情報2016（2016年2月、北陸朝日放送）
- まちスタ530「聞いてたいまん」（2015年12月、金沢ケーブルテレビ）
- 月刊 アニ愛でるTV! (2019年6月 - 、Kawaiian TV)
- LOVEかわさき（2022年5月7日[81] - 2024年6月15日[82]）、tvk）- プレゼンター[83][注 1]

### テレビCM
- 人材派遣「オーエンス」（2015年 - ）
- HAB 5chポイントキャンペーン（2015年 - 、北陸朝日放送）
- マンガ倉庫富山店（2016年11月 - ）
- DSGグループ (2019年1月 - )

### 過去の出演
- au「XPERIA Z3」（2015年3月14日、北陸放送）
- 富山改良計画!?〜こんなとやまがいい感じ〜（2015年7月、NHK富山放送局）
- au「XPERIA Z5」（2016年1月、北陸放送、北海道放送、中国放送、山陽放送ほか）
- Trapizzinoトラピッツィーノ 金沢本店（2016年）
- au「XPERIA Z5」（2016年3月、北陸放送）
- お宝発見！マンガ倉庫富山店（2016年3月、チューリップテレビ）
- AbemaTV（2016年7月、北陸放送）
- とことんとやまdeライフ内「ディアマイフレンド」（2015年-2016年、ケーブルテレビ富山）リポーター
- au「Xperia XZ」（2016年11月）

### 雑誌
- グラビアザテレビジョン（2014年4月、カドカワムック）ビエノロッシ
- 週刊プレイボーイ（2016年7月、集英社）
- 週刊プレイボーイ×TOKYO IDOL FESTIVAL 2016 公式BOOK ナツ☆イチッ! 〜この夏、輝くアイドル全員集合〜（2016年7月、集英社）
- 富山情報（2016年10月、カラフルカンパニー）
- 楽遊IDOLPASS vol.3（2017年3月、アドサプライズ）
- smart 5月号（2017年3月、宝島社）
- IDOL FILE（アイドル・ファイル） Vol.03（2017年5月26日、Rocks Entertainment）[84]
- 週刊プレイボーイ（2021年4月 17号、集英社） でんぱ組.incメンバーとして
- 週刊プレイボーイ（2021年7月 31号、集英社） でんぱ組.incメンバーとして
- Top Yell NEO 2021 SPRING(2021/3/31)
- blt graph.vol.70 (2021/8/20)

### モデル
- あずさ第一高等学校（2015年）パンフレットモデル
- 人材派遣「オーエンス」（2015年 - 2016年）イメージキャラクター
- Veetスペシャルサポーター（2017年）
- 百万石でんき[85]オフィシャルアンバサダー (2017年9月 - )
- 機動戦士ガンダム公式アパレルショップSTRICT-G着用モデル[86](2018年6月 - )

### ラジオ
- カモフライデーナイト（2016年2月、渋谷クロスFM）ゲスト
- いみずトーキングFMコミュニティ（2016年3月、エフエムいみず）ゲスト
- 鼻毛★おやゆびプリンセスの「音・街」〜歌めぐり街めぐり〜（2016年3月）ゲスト
- とれたてワイド朝生!（2016年3月、KNBラジオ）ゲスト（あみたん娘）
- HITS ONE powered by billboard japan（2016年10月）ゲスト
- クロラン★ふれステ・マガジン（2017年1月、FMとやま）ゲスト
- 長谷川玲奈の会いにきなせや (2020年10月、BSNラジオ・CRT栃木放送・ニコニコチャンネル) 準レギュラー

### YouTube公式チャンネル
- 『機動戦士ガンダム 戦場の絆』公式生配信　2020.10から
- 私立東上野学園ゲーム部　2021.4から。野津山幸宏・光富崇雄と共演

### 声優
- とびだせ！柏崎(柏崎アニメスタジオ)
- 闇芝居第九期第十話

### その他
- 徳光正行のあなたをもっと知りたくて！（2016年3月、スマホでUSEN）ゲスト
- ナツ☆イチッ！オーディション特番（2016年7月、SHOWROOM）
- 武道館アイドル博2017（2017年5月6日、日本武道館）[87]
- ガンダムアーティファクト公式PVナレーション[88]
- 近代麻雀水着祭ファイナル（2024年9月23日、しらこばと水上公園）[1]